# Gamasomorpha clypeolaria
Gamasomorpha clypeolaria är en spindelart som beskrevs av Simon 1907. Gamasomorpha clypeolaria ingår i släktet Gamasomorpha och familjen dansspindlar. Inga underarter finns listade i Catalogue of Life.